# Biểu tượng sex

Marilyn Monroe là "Biểu tượng sex vĩ đại nhất mọi thời đại" cho tới thập niên 2000, với hình tượng "Chiếc váy dài bay" rất đỗi phổ biến trong văn hóa đại chúng.

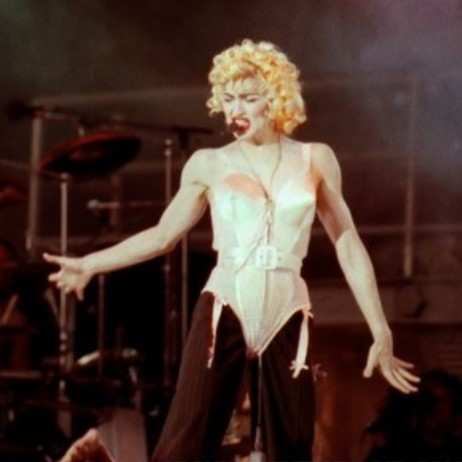
Madonna là "Biểu tượng sex vĩ đại nhất" trong thập niên 2000 tới nay.

Biểu tượng sex thường là danh hiệu gắn cho một nhân vật, có thể trong điện ảnh, âm nhạc, thể thao, hội họa... xuất hiện mang tính khêu gợi trước công chúng. Biệt ngữ được dùng từ thập niên 1950 và dành cho những diễn viên điện ảnh đóng phim có những "cảnh nóng" như Marilyn Monroe. Tới thập niên 1980, khi ngành âm nhạc phát triển, các "biểu tượng sex" như Madonna, Cher, Michael Jackson lần lượt xuất hiện. Trong xã hội đại chúng hiện nay, các biểu tượng sex mà ta thường gặp là Britney Spears, Rihanna, David Beckham, Adam Levine, Lady Gaga...

## Danh sách cụ thể

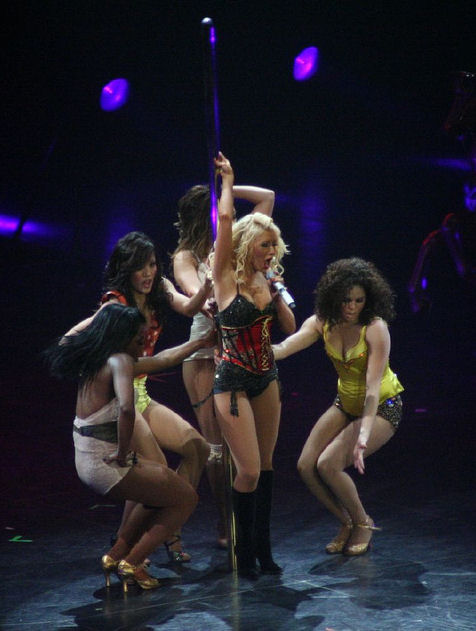
Christina Aguilera.

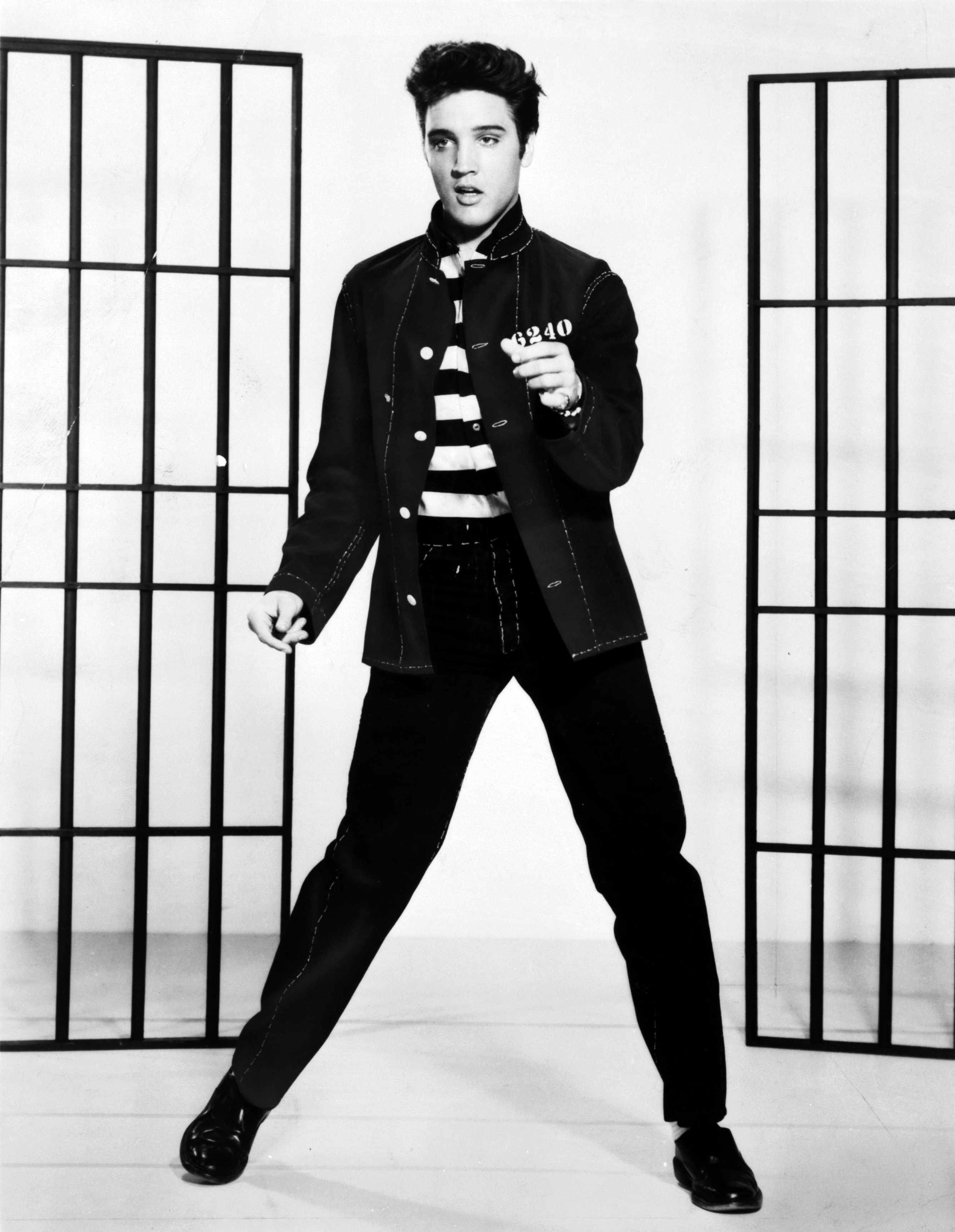
Elvis Presley.

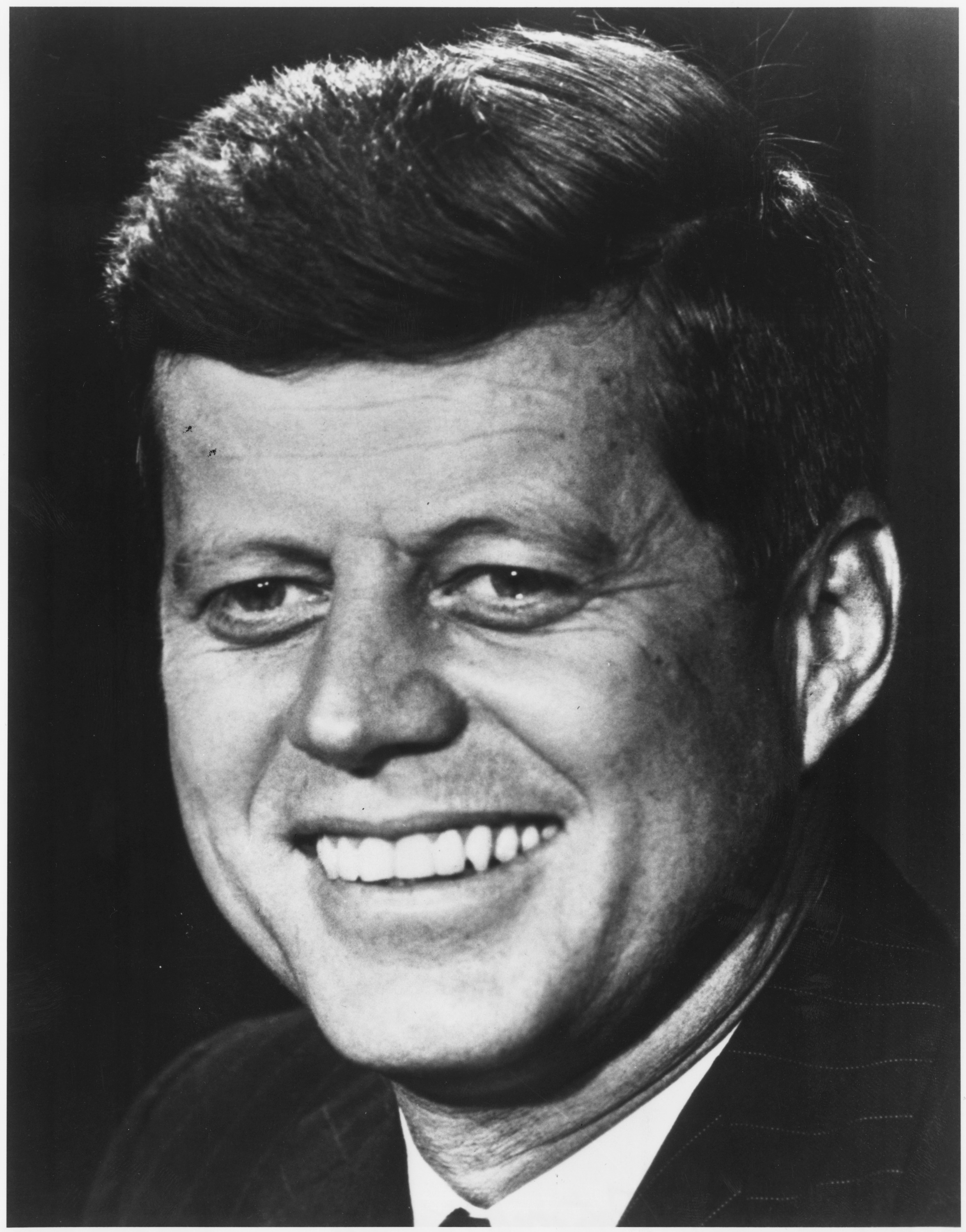
Tổng thống Mỹ John F. Kennedy.

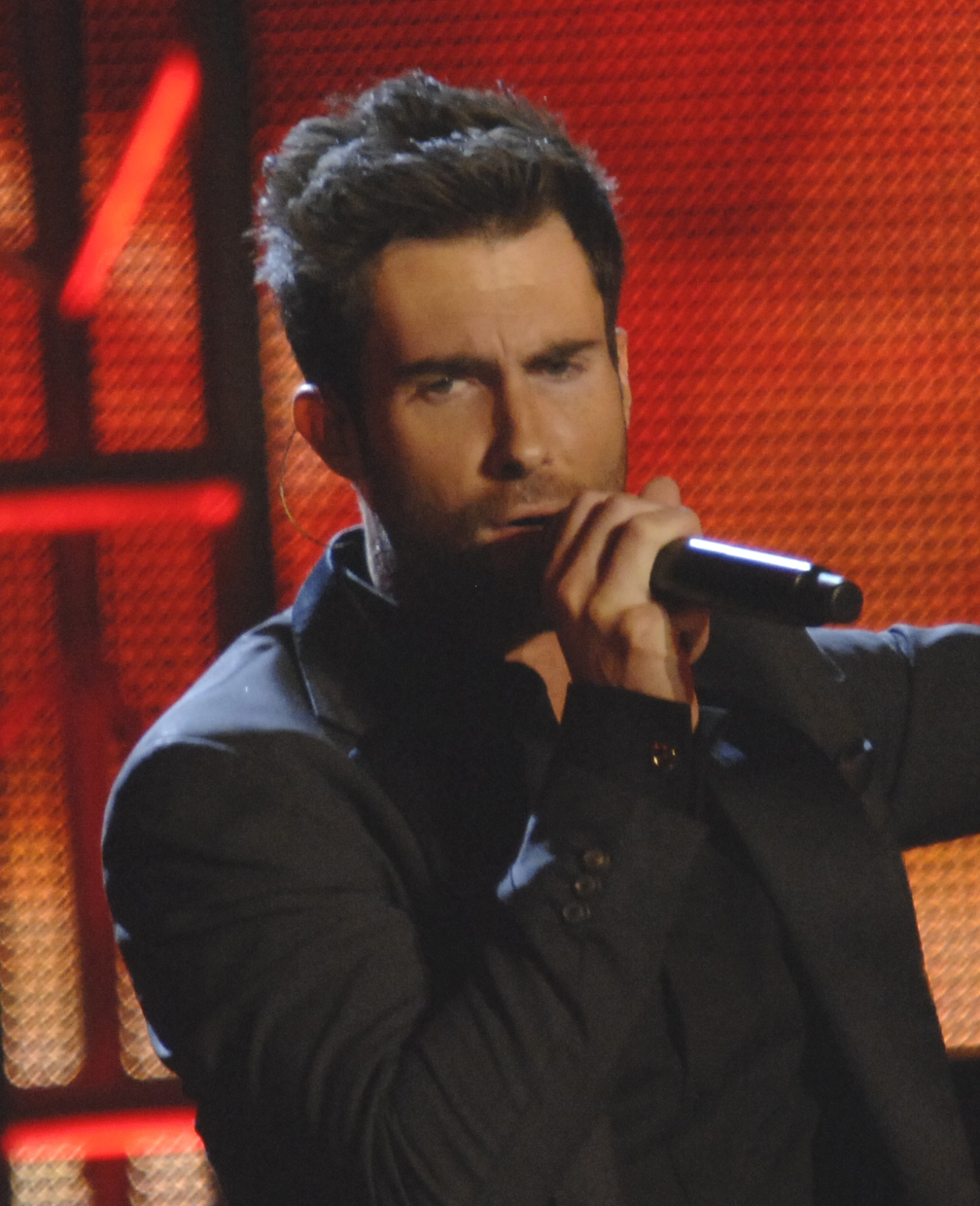
Adam Levine.

### Trước và trong thập niên 1920
- Josephine Baker[1]
- Theda Bara[2]
- Louise Brooks[3]
- Clara Bow[4]
- Ramón Novarro[5]
- Lillian Russell[6]
- Rudolph Valentino[7]

### Thập niên 1930
- Clark Gable[8]
- Gary Cooper[8]
- Errol Flynn[9]
- Jean Harlow[10]
- Anna May Wong[11]
- Vivien Leigh[8]
- Bette Davis[8]
- Mae West[8]

### Thập niên 1940
- Cary Grant[8]
- Rita Hayworth[12]
- Lena Horne[13]
- Veronica Lake[14]
- Jane Russell[15]
- Gene Tierney[16]

### Thập niên 1950
- Marlon Brando[17]
- Humphrey Bogart[8]
- Montgomery Clift[18]
- James Dean[19]
- Betty Grable[20]
- Ava Gardner[21]
- Grace Kelly[22]
- Gina Lollobrigida[23]
- Sophia Loren[24]
- Jayne Mansfield[19]
- Marilyn Monroe[25]
- Gregory Peck[26]
- Elvis Presley[24]
- Lana Turner[10]
- Elizabeth Taylor[27]
- Mamie Van Doren[28]
- Dorothy Dandridge[25]
- Harry Belafonte[25]

### Thập niên 1960
- Alain Delon[8]
- Brigitte Bardot[25]
- Sean Connery[29]
- Catherine Deneuve[30]
- Jane Fonda[31]
- John F. Kennedy[24]
- Robert Goulet[32]
- Mick Jagger[19]
- Tom Jones[33]
- Eartha Kitt[34]
- Ann-Margret[35]
- Jim Morrison[24]
- Paul Newman[29]
- Robert Redford[8]
- Isabel Sarli[36]
- Tina Turner[37]
- Raquel Welch[38]

### Thập niên 1970
- Graciela Alfano[39]
- Catherine Bach[40]
- Jacqueline Bisset[41]
- Moria Casán[42]
- Farrah Fawcett[43]
- Pam Grier[44]
- Grace Jones[45]
- Burt Reynolds[8]
- Richard Roundtree[46]
- Maria Schneider[47]
- John Travolta[24]

### Thập niên 1980
- Tom Cruise[48]
- Bo Derek[49]
- Gérard Depardieu[24]
- Cher[50]
- Madonna[51]
- Michael Jackson[52]
- Richard Gere[24]
- Harrison Ford[8]
- Mel Gibson[53]
- Michael Hutchence[24]
- Christopher Reeve[8]
- Alan Rickman[54]
- Mickey Rourke[55]
- Brooke Shields[24]
- Patrick Swayze[8]
- Heather Thomas[56]
- Morrissey[57]

### Thập niên 1990
- Gillian Anderson[58]
- Brad Pitt[59]
- Pamela Anderson[60]
- Halle Berry[61]
- George Clooney[29]
- Cindy Crawford[62]
- Johnny Depp[29]
- Cameron Diaz[24]
- Leonardo DiCaprio[63]
- Colin Firth[24]
- Elizabeth Hurley[64]
- Antonio Sabato Jr.[65]
- Tupac Shakur[66]
- Sharon Stone[67]
- Uma Thurman[24]

### Thập niên 2000
- Britney Spears[68]
- Christina Aguilera[69]
- Kylie Minogue[70]
- Justin Timberlake[24]
- Adam Levine[71]
- Jennifer Lopez[72]
- Beyoncé[73]
- Aaliyah[74]
- Christian Bale[75]
- Monica Bellucci[76]
- David Beckham[24]
- Cheryl Cole[77]
- Angelina Jolie[78]
- Catherine Zeta-Jones[79]
- Hugh Laurie[80]
- Eva Longoria[81]
- Robert Pattinson[82]
- Aishwarya Rai[24]
- Sofía Vergara[83]

### Thập niên 2010
- Megan Fox[84]
- Tom Hardy[85]
- Rihanna[86]
- Nicki Minaj
- Dita Von Teese[87]
- January Jones[88]
- Katy Perry[89]
- Tim Tebow[90]
- Scarlett Johansson[91]
- Jessica Alba[92]
- Ryan Reynolds[93]
- Mila Kunis[94]
- Amber Heard[95]
- Christina Hendricks[96]
- Joe Manganiello[97]
- Lady Gaga